# Laurie Davidson
Laurie Davidson (Londres, 1 de julho de 1992) é um ator inglês. Ele ganhou destaque ao interpretar a versão ficcional do jovem William Shakespeare na série de televisão Will, de 2017, da TNT, e interpretou Sr. Mistoffelees no filme Cats, de 2019, baseado no musical homônimo de Andrew Lloyd Webber.

## Início de vida e estudos
Davidson nasceu no bairro de Dulwich, no sul de Londres.   Ele se formou em 2016 pela London Academy of Music and Dramatic Art (LAMDA).

## Carreira
Depois de chegar ao LAMDA, ele ganhou um papel em The Seagull, de Anton Chekhov, onde seu agente o notou pela primeira vez. Davidson era um novato na televisão antes de ser escalado para Will; seu trabalho anterior incluiu trabalhos de palco e um papel menor no filme Vampire Academy.  Ele também foi escalado para o filme da BBC Diana & I, como um jornalista que está em Paris no dia da morte de Diana, Princesa de Gales.

### Will
Um diretor de elenco de The Favorite, de Yorgos Lanthimos, sugeriu que ele fizesse um teste para Will. Ele teve várias rodadas de testes. Assim como as aulas foram retomadas após o Natal de seu último ano na LAMDA e ele foi escalado para interpretar Tevye em uma produção escolar de Fiddler on the Roof, ele foi informado em janeiro de 2016 que foi escalado para Will e desistiu de Fiddler para filmar o piloto do show.
Para se preparar para sua versão moderna de Shakespeare, Davidson não se concentrou em representações modernas de Shakespeare, como a atuação de Joseph Fiennes em Shakespeare in Love, mas usou Straight Outta Compton e 8 Mile em busca de inspiração, seguindo o conselho do diretor Shekhar Kapur. Ele também contou com as obras atribuídas a Shakespeare para aprender sobre ele. A TNT estreou o programa em maio de 2016, mas Davidson se formou na LAMDA em julho de 2016 - dentro do prazo. Will estreou em 10 de julho de 2017.

### Cats
Em setembro de 2018, integrou o elenco de Cats.

## Filmografia

### Filme
| Ano  | Título                                 | Papel              | Notas                              |
| ---- | -------------------------------------- | ------------------ | ---------------------------------- |
| 2014 | Vampire Academy                        | Anfitrião da festa | Não creditado                      |
| 2019 | The Good Liar                          | Hans Taub          |                                    |
| 2019 | Cats                                   | Sr. Mistoffelees   | Desempenho de captura de movimento |
| 2023 | The Last Kingdom: Seven Kings Must Die | Ingimundr          |                                    |

### Televisão
| Ano       | Título             | Papel                              | Notas                         |
| --------- | ------------------ | ---------------------------------- | ----------------------------- |
| 2017      | Will               | Willian Shakespeare                | Papel principal, 10 episódios |
| 2017      | Diana and I        | Michael Lewis                      | Filme para televisão          |
| 2021      | Guilty Party       | Jorge                              | Papel principal, 10 episódios |
| 2022      | The Sandman        | Marcos Brewer                      | 1 episódio                    |
| 2024      | Masters of the Air | Tenente Herbert Nash               | Minissérie, 1 episódio        |
| 2024      | Mary & George      | Robert Carr, 1.º Conde de Somerset | Minissérie, 3 episódios       |
| A definir | The Road Trip      | Dylan                              | Papel principal               |

### Teatro
| Ano  | Título                    | Papel           | Teatro                               | Notas                  |
| ---- | ------------------------- | --------------- | ------------------------------------ | ---------------------- |
| 2017 | The Ferryman              | Shane Corcoran  | Gielgud Theatre                      | Elenco de substituição |
| 2018 | The Meeting               | Nathaniel Burns | Festival Chichester Festival Theatre |                        |
| 2019 | The End of History        | Tom             | Royal Court Theatre                  |                        |
| 2022 | Jack Absolute Flies Again | Jack Absoluto   | Royal National Theatre               | Papel principal        |